# 埃爾克霍恩嶺
76°40′S 161°3′E / 76.667°S 161.050°E
埃爾克霍恩嶺（英語：Elkhorn Ridge）是南極洲的山嶺，位於維多利亞地的斯科特海岸，屬於康沃伊山脈的一部分，處於托爾冰川和北風冰川之間，全長19公里，根據美國地質調查局測量和該國海軍的空中照片繪入地圖。